# De Blodgyldne
De Blodgyldne er titlen på den amerikanske forfatter Namina Fornas debutroman (orig.: The Gilded Ones). Bogen udkom på dansk 27. oktober 2021 hos Gutkind Forlag og er den første i en planlagt trilogi.
De Blodgyldne tematiserer kvindehad og -undertrykkelse i Namina Fornas fødeland, den vestafrikanske stat Sierra Leone. Romanen, der var blevet afvist af en række forlag, var allerede en uge efter sin udgivelse hos det engelske forlag Penguin Books at finde på både New York Times' og de amerikanske boghandleres bestsellerlister (Indie Bound).